# Sámson és Delila (opera)
A Sámson és Delila (Samson et Dalila) Camille Saint-Saëns francia zeneszerző 1876-ban komponált operája. A szerző tizenhat művet írt ebben a műfajban, de a Sámson és Delila kivételével egy sem állta ki az idő próbáját. Az opera eredetileg oratóriumnak készült, ez érződik is a darab sok részletén.

## A mű története és szövegkönyve
Az opera librettóját Ferdinand Lemaire írta, aki távoli rokonságban állt a zeneszerzővel. Saint-Saëns először oratórium szövegkönyvet kért a költőtől, de aztán a munka előrehaladtával Lemaire javaslatára megváltoztatta szándékát. A cselekmény az ószövetség egyik történetét dolgozza fel és jóformán a zeneszerző munkája, ő tervezte el a jelenetek felépítését, szövegkönyvírója csupán megvalósította a gyakorlatban is elképzeléseit: gyakorlatilag csak a versek megírása maradt rá.
A Sámson és Delila nehezen született meg. A szerző nem hitt saját munkájában, nehézkesen haladt előre a komponálásban. Operáján 1868-ban kezdett el dolgozni. Saint-Saëns saját elmondása szerint Liszt Ferenc nélkül nem biztos, hogy befejezte volna művét. Egy beszélgetés alkalmával jegyezte meg neki, hogy éppen egy operán dolgozik, ami Sámson történetét dolgozza fel. Párizsban a komponálás megkezdésétől fogva ellenségesen fogadták a darabot. Szerzője ahányszor csak szóba hozta, mindig tapasztalnia kellett, hogy a francia fővárosban aligha fog találni színházat, ami bemutatja majd a kész darabot. Liszt azonban bátorította: fejezze csak be az operát, majd ő előadatja Weimarban. Az opera végül 1876-ban készült el, de a közben kitört az 1870-71-es francia-német háború késleltette a bemutatót, ami így csak egy évvel később 1877. december 2-án jött létre. Az előadás fényes keretek között zajlott, óriási sikerrel. Ennek ellenére a szerző hazájában csak tizenhárom év múlva került először színpadra. Mégis, az 1892-es párizsi bemutató lett a kiindulópontja a mű nemzetközi elterjedésének.

## Az opera szereplői és helyszínei
| Szereplő                  | Hangfekvés            |
| ------------------------- | --------------------- |
| Sámson                    | tenor                 |
| Delila, filiszteus papnő  | mezzoszoprán vagy alt |
| Dagon főpapja             | bariton               |
| Abimelech, Gáza satrapája | basszus               |
| Első filiszteus           | tenor                 |
| Második filiszteus        | basszus               |
| A filiszteusok hírnöke    | tenor                 |
| Egy zsidó vén             | basszus               |

- Kórus: filiszteusok, zsidók

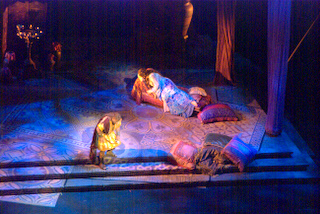
Részlet a San Franciscoi Operaház 2007-es Sámson és Delila előadásából

- Történeik: Palesztinában Gáza városában i. e. 1150-ben
- Színhelyek: I. felvonás: tér Dagon temploma előtt, II. felvonás: Sorek völgye Delila házával, III. felvonás: Dagon templomának belseje
- Játékidő: 2 ¼ óra

## Az opera cselekménye

### I. felvonás
A történet a kórus és Sámson vitájával kezdődik. A zsidók kétségbeesetten fohászkodnak az úrhoz. Sámson azonban azzal vigasztalja őket, hogy közel van már a szabadulásuk napja. Az Úr csodatételeit idézi és emlékezteti népét, hogy ők a kiválasztottak. Ezután Abimelech lép elő és felszólítja őket, hogy hódoljanak a filiszteusok istenének, mert az legyőzte a zsidók istenét. Sámson azonban már látja az égi jelet, amely hirtelen feltűnt az égen. Az Úr mégsem hagyta el népét. Abimelech feladata, hogy ellenőrizze a rabszolgaságba taszított zsidó népet, felügyelje őket. Most a felbőszült Sámsonnal találja magát szemben, aki megöli. Erre az egész zsidóság fellázad és elkergeti a filiszteusokat. Sámson pedig népe vezéreként egyre csak az égi jeleket látja, amik arra biztatnak: törd össze láncaid Izrael. Miután a filiszteusok elmenekültek, Izrael népének vénei mondanak hálát Sámsonnak.

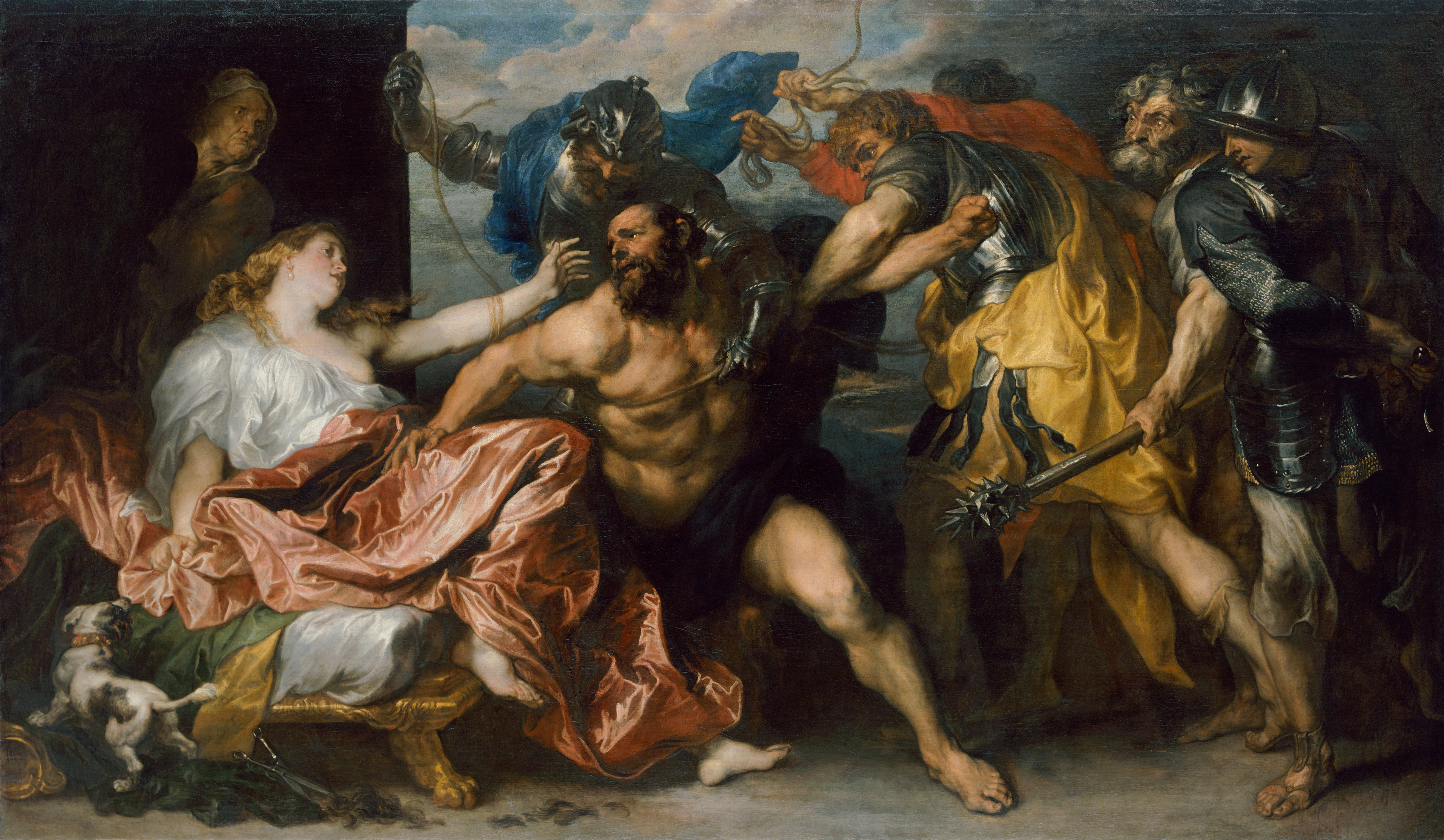
Anthonis van Dyck: Sámson és Delila

A filiszteusok nagy temploma előtt találkozik Sámson és Delila. Megszólal a legyőző és a legyőzöttek kórusa. Delila úgy látszik a zsidók győzelmei hallatán elhagyta régi hitét. Sámson elébe áll és felkínálja magát: van-e szebb trófea Dagon isten papnőjénél? A papnő heve magával ragadja társait is, akikkel körültáncolja a zsidók vezérét. A terv sikerült: Sámson elszédül a gyönyörű lányoktól, a szerelem varázsától. Hiába a figyelmeztetés: a zsidó vezér vakon követi a filiszteusok szép papnőjét.

### II. felvonás
Delila szerelmes varázslattal hívja Sámsont, majd Dagon főpapja keresi fel a szép papnőt. Vérdíjat ajánl neki, ha lefegyverzi a férfit és kiszolgáltatja a filiszteusoknak. Delila büszkén utasítja vissza a pénzt: őt a bosszú fűti, aki meg akar fizetni a zsidó népnek, amiért legyőzték a filiszteusokat. A főpap elmegy, Delila egyedül marad. A zsidó vezért várja éjszakára és közben feltámad benne a kétely. Aztán megérkezik Sámson. A férfi érzi, hogy bár a szíve idehozta, az esze mást mond. De nincs ereje elmenekülni, a papnő már annyira behálózta szerelmével.
Delila nem a szerelmi vallomásra vágyik: szeretné megfejteni a férfi erejének titkát. Sámson először ellenáll. Égi jelek (mennydörgés, villámlás) figyelmeztetik: ne árulja el ereje titkát. De a nő nem tágít és kimondja a végszót: ha nem bízik benne, akkor inkább hagyja magára. Újabb égi jelek, de mind hiába. Delila befut a házba, Sámson utána megy. Aztán Delila lép ki a ház teraszra és a hívja a katonákat. Sámson szavát: Árulás! elfojtják a házat elözönlő filiszteus katonák.

### III. felvonás
1. kép
Sámson haját tövig lenyírták, szeme világától is megfosztották. Most körbe-körbe hajtja a malomkövet. A legyőzött és megszégyenített hős Istenhez könyörög. A színfalak mögött felhangzik a zsidók kórusa: népe Sámsont vádolja újabb bukásáért.
2. kép
Dagon templom belsejében felvonul a főpap és a kísérete. Az ünnepségen részt vesz az egész nép. A legyőzött Sámsont mutatják be a közönségnek. Hatalmas balett jelenet, majd egy gyermek vezeti be a zsidók vezérét. A főpap kigúnyolja a megalázott hőst, majd a kórus átveszi szavait. Ezután előlép Delila. Sámsonból udvari bohócot csináltak, ő lett az ünnepség főattrakciója, mindenki rajta kacag. Delila és a főpap az áldozati oltárhoz lép és áldást isznak a filiszteusok győzelmére. Sámsont is az oltárhoz szólítják, majd a templom közepére vezetik, hagy lássa a nép, hogy az egykor győztes vezér hogy borul le előttük. A férfi fohászkodik, aztán a templom boltozatát tartó két oszlop közé vezetteti magát és a két oszlopot kidöntve lerombolja az ellenség templomát. A romok maguk alá temetik a filiszteusokat.

## Az opera zenéje

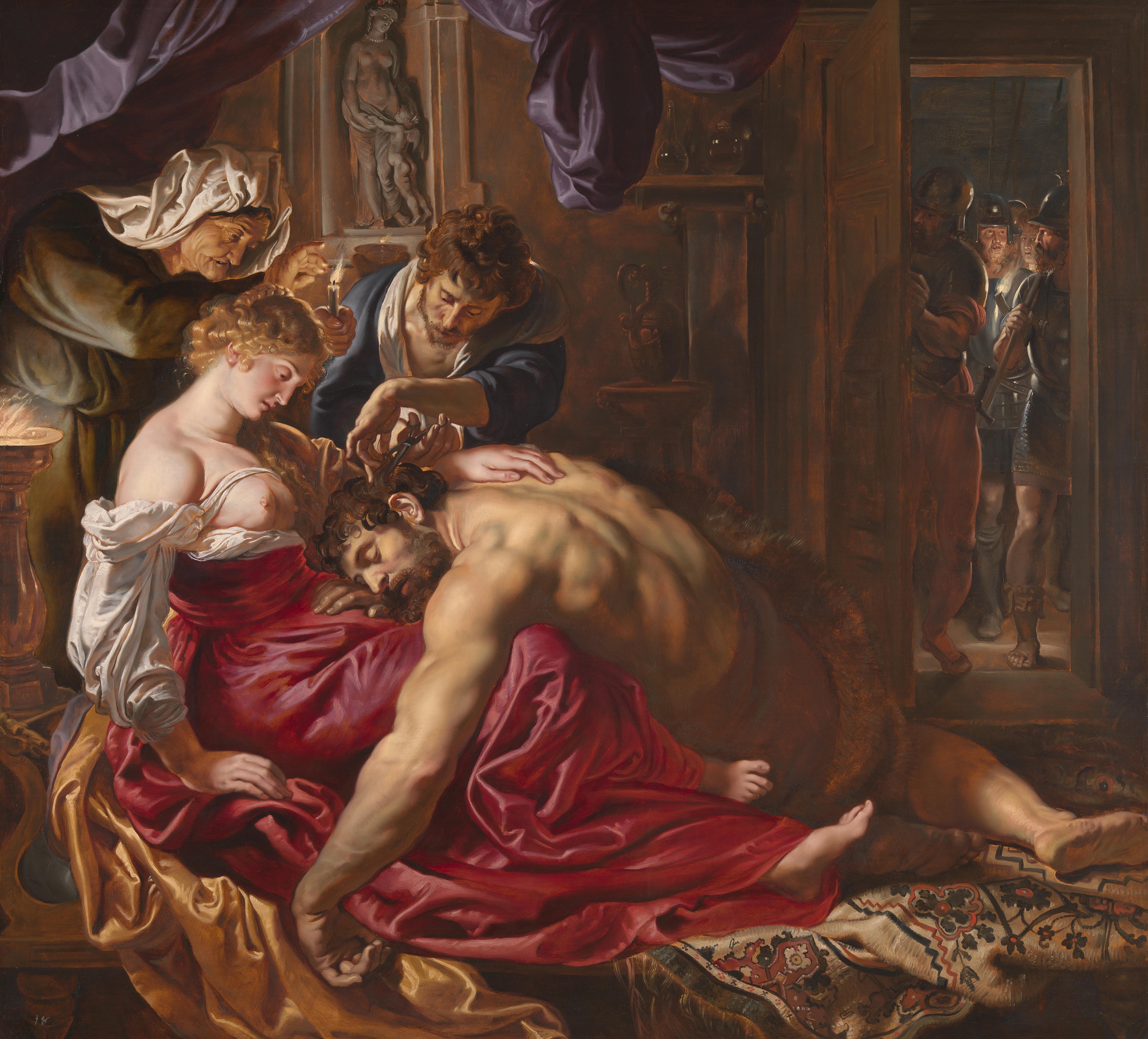
Peter Paul Rubens: Sámson és Delila

Mint már említettem a darabot eredetileg oratóriumnak tervezte szerzője. Ennek következtében az 1. és a 3. felvonásban uralkodnak az oratórikus vonások. A mű a grand opéra folytatása. A zene összességében eklektikus vonásokat tükröz: Saint-Saëns feldolgozott gregorián dallamokat, alkalmazta a reneszánsz polifóniát, de a késő romantika harmónia világát szőtte bele művébe. A hangszerelésben és dallamokban is a keleti vonások dominálnak.
Az opera három felvonása egymást megszakítás nélkül követő jelenetekből áll. A zenei csúcspontja Delila népszerű nagy áriája. Jelentős szerepet kapott a kórus és a balett kar is. Maga a történet drámai cselekvésben eléggé szűkölködik, ez annak tudható be, hogy a szerző eredetileg oratóriumot akart komponálni. A történet fordulópontja, Sámson hajának levágása sem a színpadon történik. Viszont a templom összeomlása a nyílt színtéren zajlik le. Ezt nyilvánvalóan a grand opéra hagyományait szem előtt tartva gondolta el így a szerző. Saint-Saëns kitűnően jellemzi a két szemben álló felet, a zene gazdag a kifejezésbeli árnyalatokban. A zsidókat és a filiszteusokat két, különböző zenei stílus alkalmazásával állította szembe.
Az 1. és a 3. felvonásban a nagyszabású kórus jelenetek sikerültek a legjobban, de a középső felvonásban a lírai elemek dominálnak. A darab érdeme nem a cselekmény zenedrámaszerű bonyolítása, a jól kidolgozott szituációk, hanem a dallam gazdagság, a karakterisztikus hangulatképek változatossága és az érdekesen megalkotott harmóniakészlet. Az egész opera felépítése nagyon világos, a különböző zenei részeket rövid recitativók kötik össze.

## Az opera ismertebb részletei
- "Arrêtez, ô mes frères" – Sámson áriája az I. felvonásban
- "Maudite à jamais soit la race" – A főpap áriája az I. felvonásban
- "Printemps qui commence" – Tavasz-ária az I. felvonásban (Delila)
- "Amour! Viens aider ma faiblesse!" – Bosszú-ária a II. felvonásban (Delila)
- "Mon cœur s'ouvre à ta voix" – Csók-ária a II. felvonásban (Delila)
- "Vois ma misère, hélas!" – Sámson áriája a III. felvonásban

## Részlet az operából
"Vois ma misère, hélas!"- Sámson áriája a III. felvonásban

Probléma esetén lásd:Médiafájlok kezelése.

## Külső hivatkozások
- Az opera szövegkönye magyarul